# Claudia Corradini
Claudia Corradini (Mantova, 9 marzo 1938) è una politica italiana.
È stata la prima donna a ricoprire la carica di sindaco di Mantova (1993-1995).

## Biografia
Esponente del Partito Repubblicano Italiano a Mantova, è stata eletta in consiglio comunale nel 1990, ricoprendo la carica di assessore dall'agosto 1990 al novembre 1991. Divenne sindaco della città il 15 aprile 1993, in sostituzione del socialista Sergio Genovesi, guidando una giunta pentapartito di centro-sinistra fino al maggio 1995.